# كارلوس ويلسون دا روتشا
كارلوس ويلسون دا روتشا (بالإسبانية: Carlos Wilson)‏ (14 أغسطس 1912 ببوينس آيرس في الأرجنتين - 26 فبراير 1996 ببوينس آيرس في الأرجنتين) هو لاعب كرة قدم أرجنتيني في مركز الدفاع. لعب مع نادي سان لورينزو.

## وصلات خارجية
- كارلوس ويلسون دا روتشا على موقع ناشيونال فوتبول تيمز (الإنجليزية)